# Sven-Gunnar Larsson
Sven-Gunnar Larsson, född 10 maj 1940, är en svensk fotbollsspelare (målvakt). Sven-Gunnar Larsson spelade i Allsvenskan för Örebro SK dit han kom från IF Saab i Linköping. 
Han gjorde 27 A-landskamper och var med i VM-trupperna 1970 och 1974. 1970 spelade han två matcher i VM, efter att Ronnie Hellström stått i målet i den inledande matchen. 1974 agerade han reserv bakom Ronnie Hellström. Efter den aktiva karriären har han varit målvaktstränare i Örebro SK. 